# Götzenbach (Rems)

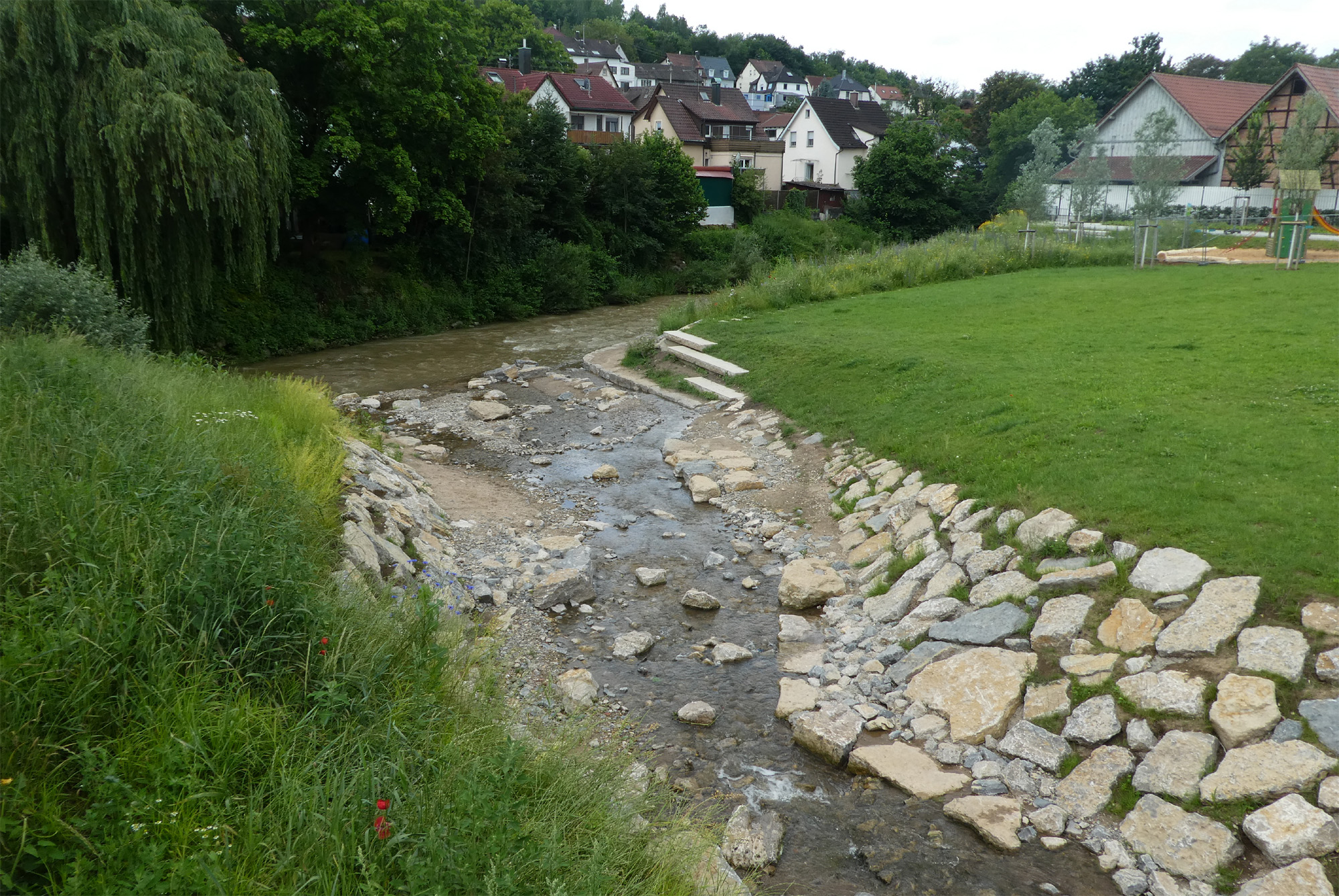
Mündung des Götzenbachs in die Rems in Lorch

Der Götzenbach ist ein rechter Zufluss der Rems in Lorch im Ostalbkreis in Baden-Württemberg. Der Götzenbach ist 4,9 km lang und besitzt ein Wassereinzugsgebiet von etwa 4,1 km². Sein rund 1,1 km langer Oberlauf heißt Kirchbach, sein unteres Tal Götzental.

## Namensgebung
Der Götzenbach hat seinen Namen von einem Tempelchen aus römischer Zeit, das wahrscheinlich am Venusberg auf einer Anhöhe im Osten über dem Kastell Lorch gestanden hat. An dieser Stelle befindet sich heute eine Villa die zum Komplexe der Firma von Hermann E. Sieger gehört. Eben noch auf Alfdorfer Gemarkung entspringt am rechten Hangfuß des hier schon Götzenbach heißenden Bachs der Götzenbrunnen. Ungefähr auf der rechten Wasserscheide zum remsabwärtigen Aimersbach läuft der Obergermanisch-Raetische Limes, der etwa an der ehemaligen Götzenmühle das Tal quert. Seine Trasse zeigen Marksteine an.
Der Name Kirchbach im Oberlauf deutet darauf hin, dass früher die Bewohner von Bruck und Pfahlbronn durchs Tal herunter nach Lorch in die Kirche gegangen sind.

## Geographie

### Verlauf
Der Götzenbach entsteht am Südrand des zum Ortsteil Pfahlbronn von Alfdorf im Rems-Murr-Kreis im östlichen Baden-Württemberg gehörenden Weilers Brech, der inzwischen mit Pfahlbronn zusammengewachsen ist. Das ungleichmäßig schmale, west-östlich laufende Hochebenenband, auf dem beide Hauptorte stehen, fällt dort schon neben der Sandhalde steil zum Tal des Baches ein, der an seiner Quelle Neubrunnen auf einer sumpfigen Wiese als Kirchbach entsteht. Dieser fließt dann mit stetigem Gefälle ungefähr nach Süden durch den Wald. Nach 1,1 km wechselt er noch auf Alfdorfer Gemarkung an einem ersten größeren rechten Zufluss den Namen zu Götzenbach, nach etwa 1,5 km nimmt er das Wasser des Götzenbrünneles / des Götzenbrunnens auf. Kurz danach läuft ein weiteres rechtes Seitental zu, am Nebenbachzufluss tritt er auf die Gemarkung der Kleinstadt Lorch im Rems-Murr-Kreis über.
Nach über der Hälfte des Laufes mündet von links die Schelmenklinge; ab hier begleitet nun ein oft nur 50 Meter breites Wiesenband den Bach. Nach den links des Bettes liegenden zwei Teichen an der ehemaligen Götzenmühle wird erstmals der eine Hang waldfrei. Der danach von links zufallende Seitenbach aus der Reiterklinge, mit 0,9 km der längste von allen, mündet schon durch lockeren Siedlungsbereich von Lorch. Darin läuft er abschnittsweise verdolt, unterquert unmittelbar nacheinander die ehemalige Bundesstraße 29 (heute K 3313) und die Remstalbahn. Ab der katholischen Kirche St. Konrad durchfließt er den Stadtkern von Lorch, überquert den Zollplatz und fließt am Bürgerhaus Schillerschule und am Remsgarten vorbei und an renaturierter Mündung von rechts und Norden in die Rems.

### Einzugsgebiet
Das etwa 4,1 km² große Einzugsgebiet des Götzenbachs erstreckt sich von Pfahlbronn über dem Neubrunnen etwa 4,7 km weit südwärts bis zur Mündung. Quer dazu erreicht es nirgends auch nur 1,5 km Breite. Es grenzt im Westen auf ganzer Länge an das des in meist weniger als einem Kilometer Abstand ungefähr parallel südwärts zur Rems laufenden Aimersbachs. Die Wasserscheide läuft von der Mündung über den Lorcher Bühl nordwärts etwa auf der alten Limes-Trasse durch den Pfahlbronner Wald bis in die Ortsmitte von Pfahlbronn. Dort knickt sie ab und läuft nur kurz ostwärts; am Gegenfuß der Hochebene läuft die Lein ostwärts zum Kocher, der erst weit unterhalb der Rems den Neckar erreicht. Dann biegt sie wieder nach Süden und läuft etwa auf der Trasse der L 1154 bis Bruck zum Lorcher Weiler Bruck und bis zu einer Kuppe am Rande des Waldgewanns Staffelgehren. Jenseits des Kamms läuft die rechte Zuflusskette aus Brecherbach und Mühlbach zum nächsten größeren Remszufluss Schweizerbach oberhalb. Zuletzt schiebt sich das Einzugsgebiet des kleinen Ilgenbachs noch vor diesen.
Die größte Höhe im Einzugsgebiet liegt an dessen Nordseite auf der Hochebene um Pfahlbronn auf über 497 m ü. NN.
Siedlungsplätze im Einzugsbereich sind außer den im Abschnitt zum Verlauf schon genannten noch der Pfahlbronner Wohnplatz Gehäuhaus am linken Obertalhang, der ebenfalls an der L 1154 gelegene Lorcher Weiler Bruck und der fast mit Lorch zusammengewachsene Wohnplatz Hollenhof.

### Zuflüsse
Auswahl, von der Quelle abwärts.
- (Bach aus dem Waldgewann Kirchbach), von rechts, 0,4 km.[2] Mit diesem Zufluss entsteht aus dem Kirchbach der Götzenbach.
- Götzenbrunnen / Götzenbrünnele, Quelle nur wenige Dutzend Meter rechts des Laufs kurz vor dem nächsten.
- (Bach aus Richtung des Bemberlessteins), von rechts, 0,6 km.[2] Grenzbach zwischen Alfdorf und Lorch.
- (Bach aus dem Waldgewann Pfaffenweg), von links kurz nach dem vorigen, 0,5 km.[2]
- (Bach aus der Schelmenklinge), von links, 0,6 km.[2] Hat stark aufgefiederte Oberklingen.
- Zwei Teiche links des Laufs an der Götzenmühle, zusammen 0,3 ha.[4]
- (Bach aus der Reiterklinge), von links, 0,9 km.[2]

## Geologie und Landschaft
Der Kirchbach entspringt im Übergangsbereich zwischen der Unterjura-Hochebene um Pfahlbronn und den darunterliegenden Oberkeuper-Schichten. Dieser Oberlauf und der Götzenbach selbst graben sich dann in die Keuperschichten ein. Auf der linken Wasserscheide liegt noch bis Bruck Unterjura. Die Mündung im breiten quartären Sedimentband um die Rems liegt wohl eben noch über dem Gipskeuper (Grabfeld-Formation); dieser streicht nämlich erst etwas remsabwärts an den unteren Remstalhängen aus.
Das Tal des Götzenbachs ist recht tief eingeschnitten, wobei der westliche Abhang steiler ist als der östliche. Viele kleine und kleinste Seitenbäche und Quellen strömen dem Götzenbach zu. Der bekannteste davon ist der Bach der Schelmenklinge, weitere Zuflüsse kommen vom Römerbrunnen und vom Steinbruch. Der Bach durchquert die Schichten von Schilfsandstein und bunten Mergeln, an manchen Stellen bilden sich daher an den tonigen Bänken kleine Kaskaden. Im Gebiet des Rotebühlweges ereignete sich in den 1990er Jahren auch ein größerer Erdrutsch, dort stehen Kieselsandsteine der Hassberge-Formation an.
Der Götzenbach läuft im Naturraum Schwäbisches Keuper-Lias-Land durch die Untereinheiten Vorderer Welzheimer Wald (Nr. 107.32) und zuletzt Oberes Remstal (Nr. 107.11). Etwa an der Grenze Unterjura/Keuper entstehend, durchläuft er auf dem größten Teil seiner Fließstrecke den Keuper, in dem viele kleine Klingen zulaufen. Die Hochebene über dem Neubrunnen gehört zum Naturraum  Welzheim-Alfdorfer Platten (Nr. 107.31), von denen ein schmaler Südausläufer bis Bruck linke Talscheide ist.
Am Götzenbach standen früher drei Mühlen. Bei der Götzenmühle, von der nur noch ein Wohnhaus und einige Wirtschaftsgebäude teilweise erhalten sind, finden sich daher noch zwei von ehemals drei Mühlteichen, die heute an Angler verpachtet sind. Unterhalb der Götzenmühle tritt der Bach in besiedeltes Gebiet ein und sein Verlauf wird mehr und mehr durch bauliche Maßnahmen bestimmt. Ein weiteres Mühlenanwesen gab es rechts am Ufer, etwa gegenüber dem auf einem linken Hangpodest stehenden Hollenhof. In der Ofengasse stand die letzte der Mühlen, ab hier ist der Bach streckenweise kanalisiert.

## Wasserschutzgebiet
Am Mittellauf, im Tal etwas vor dem Zulauf der Schelmenklinge beginnend und sich bis fast zur Götzenmühle ziehend, liegt ein etwa 108 ha großes Wasserschutzgebiet, das sich beidseits des Bachs bis zur rechten und linken Wasserscheide erstreckt.

## Schelmenklinge
Das Götzental wurde zur Zeit, als Lorch Luftkurort war, als Naherholungsgebiet erschlossen. Die gut ausgebauten Waldwege steigen langsam an, so dass das Tal ein beliebtes Ziel für Spaziergänge ist. Römerbrunnen und Schelmenklinge sind gut erreichbare Ziele, die auch entsprechend gepflegt werden. In der Schelmenklinge werden jedes Jahr im Sommer Wasserspiele und Miniaturen von Gebäuden aufgebaut. Der alte Verbindungsweg nach Bruck führt durch eine steile Klinge auf die Höhe des Schwäbisch-Fränkischen Waldes. Ein „Wasserfall“ wird durch den Überlauf eines Wasserreservoirs gespeist. Der kleine Bach stürzt über eine hohe Stufe des Schilfsandsteins (Stuttgart-Formation) in die Tiefe. Abgestürzte Felsen haben eine kleine Grotte gebildet, die angeblich zur Zeit der Napoleonischen Kriege als Versteck gedient haben, ähnlich wie die Grotte in der Annaklinge, die sich in wenigen Kilometern Entfernung bei Bruck befindet.
Der Name der Schelmenklinge deutet darauf hin, dass der Platz lange davor zur Entsorgung von Schlachtabfällen und toten Tieren, sogenannten Schelmen benutzt wurde.

## Fauna und Flora
Wohl auch aus der Zeit der Naherholung stammen einzelne Pflanzen des Türkenbunds, die immer wieder schwer beschädigt werden. Ansonsten ist das Tal reich an unterschiedlichen Pflanzen und Tieren. Es gibt mehrere Orchideenarten (Zweiblatt und Knabenkräuter), deren Bestände allerdings durch die Versauerung der Wiesen schwinden. In den Teichen und künstlich angelegten Tümpeln für Amphibien wachsen Seggen und Binsen, auch Wasserschlauch und Froschbiss wurden schon gesichtet. Darüber hinaus blühen auf den trockeneren Hängen im Herbst Herbstzeitlose und an den Stellen, wo der Schilfsandstein offen liegt, gedeihen Besenheide und Ginster.
Die Wälder waren bis ins letzte Jahrzehnt vornehmlich durch Fichten und Tannen geprägt, in den letzten Jahren gehen die Bemühungen dahin, die Bestände mit Buntlaubhölzern umzutreiben. Da der Erholungseffekt wichtig war, hat man auch ungewöhnliche Waldbäume gepflanzt, wie Kastanien und Thujen. Oberhalb des Tales, an der Alten Brucker Steige wurden versuchsweise auch einige Mammutbäume aus königlich württembergischem Saatgut gepflanzt, von denen sieben Exemplare erhalten sind.
Auch die Fauna ist recht artenreich. Im Bach tummeln sich Bachflohkrebs, Köcherfliegen, Steinfliegen und andere wasserlebende Insekten. Von ihnen ernährt sich die Bachforelle. Die Bestände sind sehr stark geschwunden, genauso wie das Vorkommen des Edelkrebses. Letztmals wurde in den 1990er Jahren ein Exemplar von ihm gesichtet.
In den Fischteichen gibt es eingesetzte Karpfen, Hechte, Rotfedern und andere.
An Mollusken sind Flussmützenschnecke, Große Teichmuschel und Erbsenmuscheln hervorzuheben.
Wasseramsel und Eisvogel sind regelmäßige Gäste, während Graureiher auch in den umliegenden Gehölzen nisten.
Die Säugetiere sind mit Rötel-, Wald-, Spitzmäusen, Maulwurf, Siebenschläfer, Eichhörnchen, Marder, Fuchs, Dachs, Hase, Reh sowie verschiedenen Fledermaus-Arten vertreten.